# Freya (nome)
Freya  è un nome proprio di persona norreno femminile.

## Varianti
- Danese: Freja[1]
  - Maschili: Frej[2]
- Norreno: Freyja[1], Frea[1]
  - Maschili: Frey[1], Freyr[1]
- Norvegese: Frøya[1]
- Svedese: Freja[1]
  - Maschili: Frej[2]
- Tedesco: Freja[1]
  - Maschili: Frej[2]

## Origine e diffusione

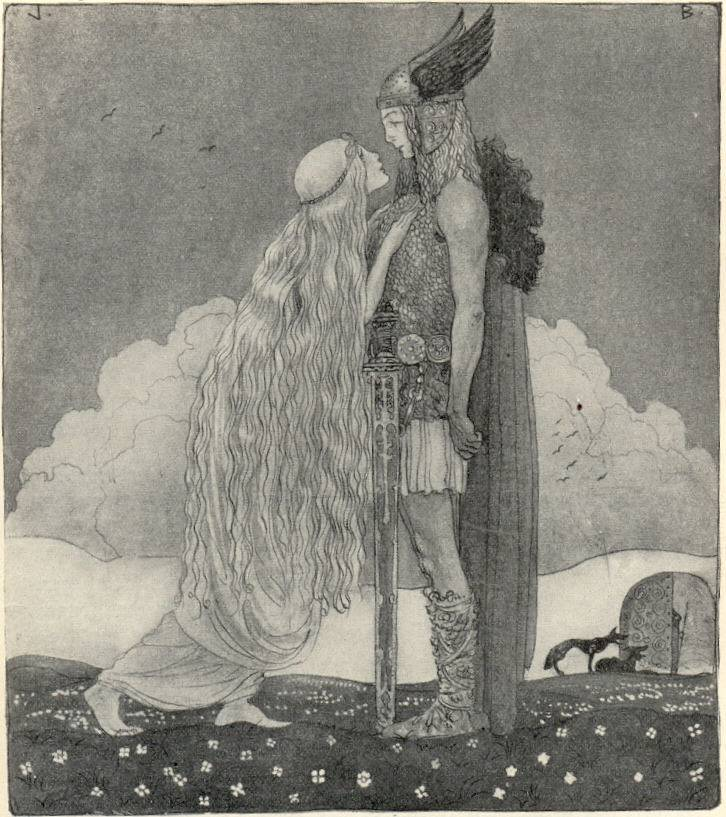
Freya e Svipdag, illustrazione di John Bauer per la Fädernas gudasaga di Viktor Rydberg

Continua il nome norreno Freyja, che significa "signora"; è quindi affine dal punto di vista semantico ai nomi Marta, Donna, Creusa, Lia, Despina, Matrona e Sara.
Freya era la dea dell'amore e della bellezza nella mitologia norrena. Friday, che in inglese significa venerdì, è appunto il giorno dedicato a Freya nel calendario norreno/germanico e nei suoi derivati moderni come l'inglese.

## Onomastico
In quanto nome adespota, ovvero che non ha santa patrona, l'onomastico si festeggia in occasione di Ognissanti, il 1º novembre.

## Persone
- Freya Aelbrecht, pallavolista belga
- Freya Anderson, nuotatrice britannica
- Freya Aswynn, musicista, pittrice e astrologa olandese
- Freya Mavor, attrice e modella scozzese
- Freya Stark, esploratrice e saggista britannica
- Freya von Moltke, scrittrice tedesca

### Varianti
- Freja Beha Erichsen, modella danese
- Freyja Prentice, pentatleta britannica

## Il nome nelle arti
- Freya è un personaggio della serie animata I Cavalieri dello zodiaco: L'ardente scontro degli dei.
- Freya, personaggio della serie di romanzi Macchine mortali, scritto da Philip Reeve.
- Freya, personaggio del film Outlander - L'ultimo vichingo.
- Freya, antagonista del film Il cacciatore e la regina di ghiaccio.
- Freya, personaggio della miniserie televisiva Any Human Heart, interpretata da Hayley Atwell.
- Freya, personaggio della serie televisiva The Originals.